# Super! (Fernsehsender)
Super! ist ein italienischer Fernsehsender von DeA Broadcast. Das Programm nahm am 1. September 2010 sein Betrieb unter dem Namen DeA Super im italienischen Programmangebot von Sky Italia auf. Am 18. März 2012 wurde der Name in Super! geändert. Der Sprecher des Senders ist Renato Novara.
Das Pay-TV-Programm wird über Satellit in der Norm DVB-S und terrestrisch auf Kanal 47 (jeweils in Standardauflösung) ausgestrahlt.

## Programm
Super! zeigt überwiegend Fernsehserien aus US-amerikanischer Produktion und auch japanische Zeichentrickserien. Das Programm richtet sich vorwiegend an Kinder und Jugendliche.
Sendungen (Auswahl)
- US-Serien: Sam & Cat, Zoey 101, Fanboy & Chum Chum, Harvey Beaks, Spongebob, Drama,
- Zeichentrick (Animes): Detektiv Conan, Digimon Appmon

Zu den Erstausstrahlungen gehörte das koreanische Seriendrama Dream Hight (1. September bis zum 16. Oktober 2013), die bisher einzige koreanische Fernsehserie im italienischen Fernsehen. Sie wurde stark nachbearbeitet.